# Nhạc Xương công chúa

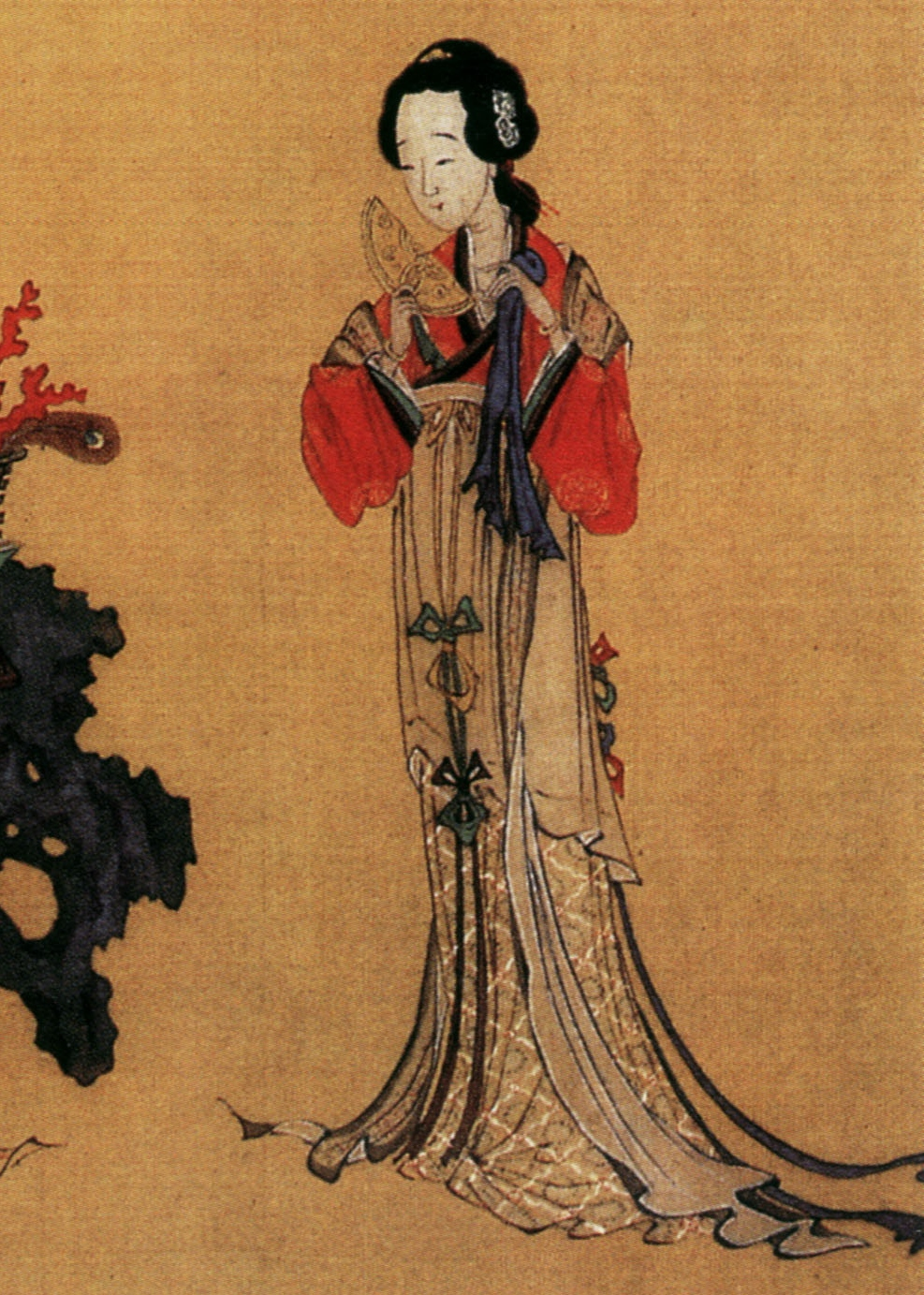
Ảnh họa "Thiên thu tuyệt diễm đồ" thời Minh, mô tả Nhạc Xương công chúa cùng nửa mảnh gương.

Nhạc Xương công chúa (chữ Hán: 樂昌公主) là một nhân vật trong truyền thuyết dân gian Trung Quốc. Nàng được biết đến chủ yếu qua điển tích Phá kính trùng viên (破镜重圆), hay người Việt Nam gọi là Gương vỡ lại lành.

## Lịch sử
Không có bất kì sử liệu nào xác minh thân thế của nàng, câu chuyện về nàng được tìm thấy ở Lưỡng Kinh tân kí (兩京新記) của Vi Thuật (韋述) và Bổn sự thi (本事诗) của Mạnh Khải (孟啟).

## Điển tích
Theo cả Lưỡng Kinh tân kí và Bổn sự thi, Nhạc Xương công chúa là con gái Trần Tuyên Đế và là em gái của Hậu chủ Trần Thúc Bảo. Theo ghi nhận, nàng tài mạo song toàn, hạ giá lấy Từ Đức Ngôn (徐德言) là Thái tử xá nhân, tình cảm vợ chồng rất nồng hậu.
Khi nhà Trần suy loạn, Từ bảo với công chúa:"Nước mất, nàng tất lọt vào nhà quyền quý. Nếu tình duyên chưa dứt thì còn có ngày được gặp nhau". Đoạn, cả hai bẻ tấm gương làm đôi, mỗi người giữ một mảnh hẹn nhau đến ngày thượng nguyên sẽ đem gương đến kinh đô bán để tìm nhau. Bấy giờ, giặc đánh vào đế đô. Từ chạy thoát, còn công chúa bị tướng giặc là Việt quốc công Dương Tố bắt ép làm thiếp.
Đến ngày rằm tháng giêng, Từ đem mảnh gương ra chợ bán, thấy có người cùng bán một mảnh gương giống của mình. Lấy hai mảnh gương ghép lại thì liền nhau như một. Từ bèn gởi cho người bán gương, nhờ đem về cho chủ mảnh gương ấy và kèm theo một bài thơ:
| Chữ Hán ... 镜与人俱去， 镜归人不归。 无复嫦娥影， 空留明月辉。 | Phiên âm ... Cảnh dữ nhơn câu khứ, Cảnh quy nhơn vị quy Vô phục Hằng Nga ảnh, Không lưu minh nguyệt huy. | Dịch thơ ... Người đi gương cũng đi, Gương về người chưa về. Chị Hằng đâu chẳng thấy, Chỉ thấy ánh trăng lòe. |

Nhạc Xương công chúa đọc thơ khóc rống lên. Việt quốc công hỏi, công chúa thuật lại cả. Quốc công bèn sai Từ Đức Ngôn đến nhà uống rượu, sau đó đòi Nhạc Xương công chúa làm một bài thơ, nếu hay sẽ cho tái hợp với chồng cũ. Công chúa bèn làm bài thơ sau:
| Chữ Hán ... 今日何遷次, 新官對舊官。 笑啼俱不敢 方驗作人難。 | Phiên âm ... Kim nhật hà thiên thứ, Tân quan đối cựu quan. Tiếu đề câu bất cảm, Phương nghiệm tác nhân nan. | Dịch thơ ... Hôm nay lạ tháng ngày, Chồng mới gặp chồng cũ. Khóc cười đều chẳng dám, Mới biết khó làm người. |

Quốc công cảm động, cho công chúa tái hợp với Đức Ngôn.
Sự tích này về sau thường được dùng để miêu tả những câu chuyện gặp trắc trở nhưng vẫn có kết cục hạnh phúc. Trong tác phẩm "Truyện Kiều" của Nguyễn Du có câu:
Bây giờ gương vỡ lại lành,
Khuôn thiêng lừa lọc đã dành có nơi.

## Tranh cãi về độ khả tín
Một số học giả cho rằng chuyện về công chúa Nhạc Xương và Từ Đức Ngôn không có thật mà do người đời nhà Đường hư cấu nên, ví các lý do:
1. Sách sử chính thống Trần thư không ghi nhận nhân vật Từ Đức Ngôn là phò mã nhà Trần trong thời điểm này. Phò mã được ghi nhận chỉ có là Khổng Bá Ngư (孔伯鱼).
2. Nhà Tùy luôn cố tuyên truyền hình ảnh việc đánh Trần là chính nghĩa vì vậy hành động như cướp công chúa nhà Trần làm thiếp hầu là chuyện không được dung thứ.
3. Trần Hậu Chủ và hầu hết hoàng tộc đều được nhà Tùy bảo toàn và dời đến Trường An, nếu Từ Đức Ngôn là phò mã thật thì ông cũng được hộ tống đến Trường An chứ không phải lưu lạc tứ tán như truyện kể.
4. Danh tiếng Dương Tố lúc này chưa đủ lớn để có tư cách lấy công chúa nhà Trần làm thiếp. Với lại, Tùy hoàng hậu Độc Cô Già La là người ghen tuông, rất ghét chuyện triều thần nạp tì thiếp, Dương Tố hẳn không muốn làm mất lòng hoàng hậu.
5. Cái gương vỡ không còn giá trị khó mà đem bán được ở chợ, kinh thành Trường An rộng lớn khó để Từ Đức Ngôn tìm gặp được người giữ mảnh gương của vợ mình.

Trong khi đó, giáo sư Trần Thượng Quân (陈尚君) của Đại học Phục Đán lại cho rằng chuyện "Gương vỡ lại lành" là có thật vì các lý do:
1. Độc Cô hoàng hậu đúng là ghen tuông và ghét hoàng tộc, triều thần nạp thiếp, nhưng không phải ai cũng bị bà trừng phạt về điều này. Ví dụ Hạ Nhược Bật (賀若弼) vẫn lấy công chúa nhà Trần làm thiếp[5], người như Hạ lấy được thì Dương Tố không có lý gì mà không được.
2. Căn cứ theo niên đại của Lưỡng kinh tân ký thì chuyện này không phải là do người thời Trung Đường hư cấu nên.
3. Từ Đức Ngôn không được chép trong Trần thư nhưng vẫn được chép trong sách khác. Ví dụ Nguyên Hòa tính toản ghi nhận họ Từ làm chức Thái tử xá nhân đời Trần và Bồ châu Ty công thời Tùy.